# Cosmophorus narendrani
Cosmophorus narendrani är en stekelart som beskrevs av Karl-Johan Hedqvist 2004. Cosmophorus narendrani ingår i släktet Cosmophorus och familjen bracksteklar. Inga underarter finns listade i Catalogue of Life.